# شهرستان کاراکولینسکی
شهرستان کاراکولینسکی (به لاتین: Karakulinsky District) یک شهرستان در روسیه است که در اودمورتیا واقع شده‌است.